# Шандор Радо
Шандор Радо (угор. Sándor Radó) — угорський географ і картограф єврейського походження. Працівник радянських спецслужб.

## Життєпис

### Розвідувальна діяльність
Брав участь у передачі інформації, отриманої в рамках програми Ultra, від британської розвідки до СРСР .